# Cova de La Pasiega
La cova de la Pasiega està situada al municipi espanyol de Puente Viesgo i és un dels jaciments més importants d'art paleolític de Cantàbria. Està inclosa en la llista del Patrimoni de la Humanitat de la Unesco des del juliol del 2008, al voltant de la «Cova d'Altamira i art rupestre paleolític del Nord d'Espanya» (en anglès, Cave of Altamira and Paleolithic Cave Art of Northern Spain).
Està localitzada al bell mig d'aquesta comunitat uniprovincial, a la vall del riu Pas, prop de la cova d'Hornos de la Peña i del monte Castillo, el mateix que acull les coves de Las Monedas, Las Chimeneas i la cova d'El Castillo. Les coves del monte Castillo formen un conjunt sorprenentment complet, tant des del punt de vista de la cultura material de l'edat de pedra, com des del punt de vista artístic. La Pasiega és, fonamentalment, una enorme galeria de fins a 120 metres de longitud (coneguts), que discorre de manera més o menys paral·lela al vessant de la muntanya, i surt a la superfície per sis llocs diferents: sis petites boques, la majoria obstruïdes, de les quals actualment s'han condicionat dues com a entrada per a les visites. La galeria principal és de 70 metres aproximadament i s'obre a galeries secundàries més profundes, sinuoses i laberíntiques que, de vegades, s'eixamplen formant sales. D'aquesta manera, la sala II-VIII, la sala de la galeria B o la sala XI de la galeria C, tenen decoració paleolítica.
Les restes documentades s'emmarquen principalment en els períodes solutrià superior i en el magdalenià inferior, encara que també s'hi troben objectes més antics. En la totalitat de la cova, hi ha mostres parietals, i s'hi troben tant pintures com gravats incisos. En destaquen les representacions d'èquids, cèrvids (masculins i femenins) i bòvids. A més, hi ha nombrosos signes abstractes (idiomorfs).

## El descobriment de la cova de la Pasiega

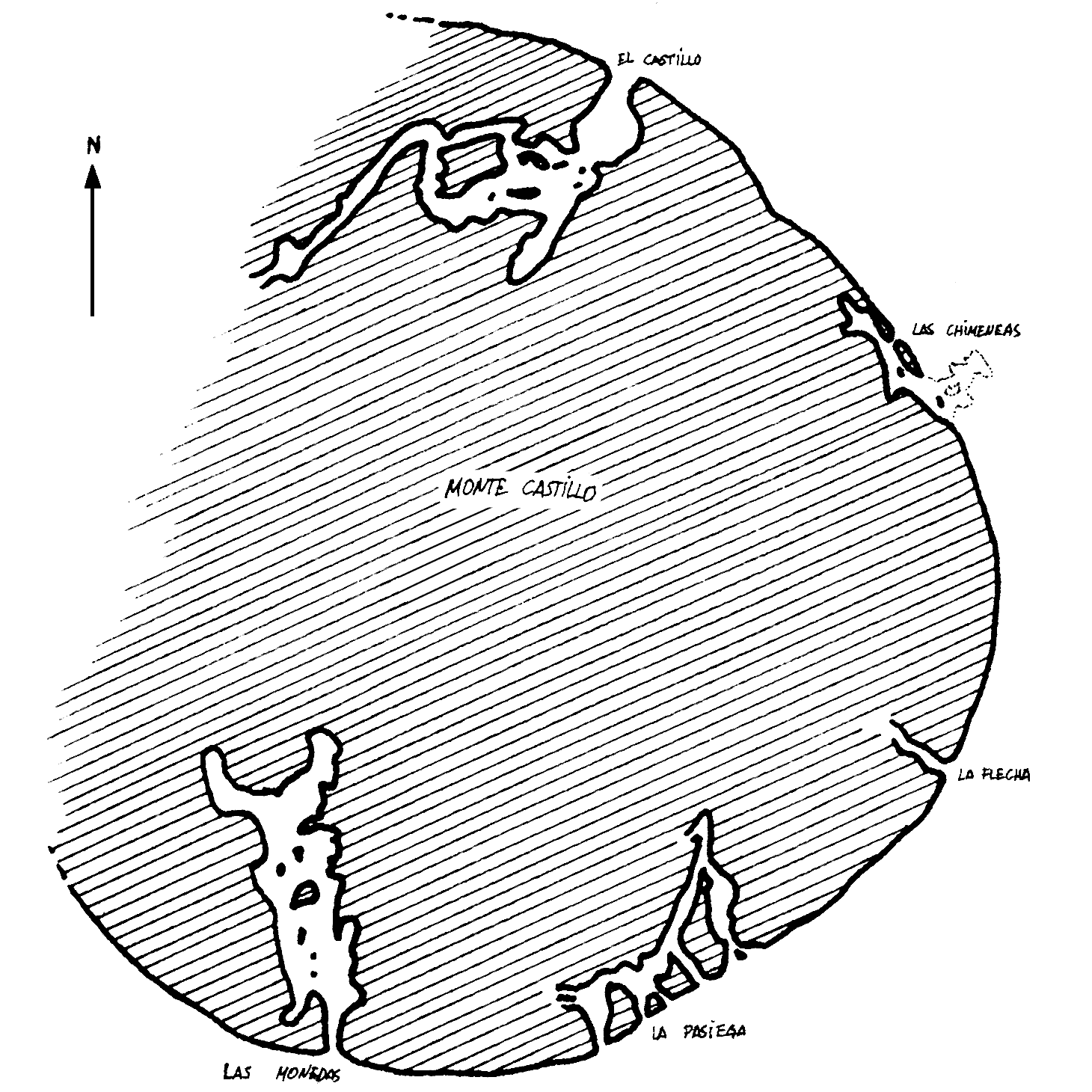
Plànol de la situació de les coves al monte Castillo
(Puente Viesgo, Cantàbria).

El descobriment científic de la cova de la Pasiega es deu a Wernert i Obermaier, els quals, mentre excavaven a la cova del Castillo, l'any 1911, van rebre la notícia que els obrers coneixien una altra cavitat propera que els vilatans anomenaven la Pasiega; aquests investigadors, de seguida, van comprovar que la gruta tenia pintures rupestres. Una mica més tard, l'abat Breuil, Obermaier i Hermilio Alcalde del Río n'iniciaven un estudi sistemàtic. Aquest no va poder ser conclòs per a la gran obra que en aquest mateix any van publicar Breuil, Alcalde del Río i Sierra, per la qual cosa se'n va fer necessària una monografia a part, publicada el 1913. Es tracta d'un moment crucial per a l'avanç de la ciència prehistòrica a l'estat:
| «                            | «En el decenni següent, Alcalde del Río s'integrarà plenament en l'equip internacional que patrocinarà l'Institut de Paléontogie Humaine de París, on figuraven l'abat Breuil i H. Obermaier. En aquesta època, és quan es descobreix la cova de la Pasiega. Es tracta del moment més important en el procés d'estudi de l'art rupestre cantàbric. Fruit d'aquests treballs són les monumentals obres conjuntes editades a Mònaco, sobre les coves de la regió, en general (Alcalde del Río, Breuil i Sierra, 1911) i específicament sobre la Pasiega (Breuil, Obermaier i Alcalde del Río, 1913).» | » |
| — Joaquín González Echegaray | |   |

Prèviament, la cova d'El Castillo havia estat descoberta per Alcalde del Río l'any 1903, i Obermaier hi va realitzar excavacions entre el 1910 i el 1914; les excavacions van ser continuades diverses vegades, intermitentment, fins avui, per part d'especialistes qualificats. Últimament, la investigació està a càrrec dels arqueòlegs Rodrigo de Balbín Behrmann i César González Sáinz. Després del descobriment de la Pasiega i les primeres campanyes, la zona va ser poc freqüentada; aquest fet fou degut, en gran part, a les dures circumstàncies històriques per les quals va passar Espanya; fins que, el 1952, quan s'hi feia una frega per replantar eucaliptus, va aparèixer una altra cova amb un petit tresor de monedes del segle xvi, i aquesta nova gruta va ser batejada com a Les Monedes, que també va resultar ser un santuari rupestre amb importants pintures i gravats. Davant aquesta perspectiva, l'enginyer Alfredo García Lorenzo va intuir que el mont Castillo guardava més secrets, per la qual cosa va iniciar-hi una prospecció geològica que tingué com a resultat el descobriment d'una altra cova amb pintures rupestres a l'any següent: Las Chimeneas, a més d'altres coves menys importants com la Flecha, Castañera, Lago...

## Les restes arqueològiques de la Pasiega
La cova, a més, posseeix restes arqueològiques de l'aolutrià i magdalenià inicial cantàbric, la qual cosa ha servit de base per establir una proposta cronològica per a les decoracions parietals. Les excavacions són antigues, ja que van ser realitzades el 1951 pel doctor Jesús Carballo. Hi ha un nivell de base amb peces ambigües que, per les seves característiques, ha estat relacionat amb un possible mosterià. Sobre aquest, reposava un nivell solutrià relativament ric, amb materials molt característics com les fulles de llorer i les puntes d'osca de finíssima talla realitzada per pressió, així com les atzagaies. Es va precisar que aquest nivell podria correspondre al solutrià superior
L'estrat més recent era també relativament ric, amb diversos burís, punxons, objectes d'os i dents perforades que podrien pertànyer al magdalenià inferior. No obstant això, cal considerar que, comparada amb la potència estratigràfica de la cova d'El Castillo, la Pasiega resulta ser un jaciment arqueològic de menor entitat, almenys amb els materials coneguts. Així i tot, no ha de ser menysvalorat.

## L'art rupestre parietal de la Pasiega
Segons el paradigma de Leroi-Gourhan, La Pasiega podria ser un exemple vàlid de cova com a santuari; per ser més exactes, com a conjunt de santuaris d'èpoques diferents, estructurats conforme a certs models. Pel que sembla, aquesta idea va madurar en les reflexions de l'insigne prehistoriador francès, precisament quan visitava les coves cantàbriques, mentre formava part d'un equip de col·laboradors estrangers que excavava a la cova del Pendo als anys 50: «Puc certificar fins a quin punt l'estudi de l'art rupestre del nord d'Espanya va ser decisiu en les concepcions del mestre, que després es farien famoses a través de les seves nombroses publicacions». Per a Leroi-Gourhan, aquest tipus de coves té una jerarquia topogràfica bastant complexa, en què és possible destriar grups d'animals principals (bòvids enfront d'èquids, formant una dualitat), que ocupen les zones preferencials, complementats per animals secundaris (cèrvids, caprins...) i uns altres molt esporàdics que també complirien la seva funció; d'altra banda, és normal que els signes ideomorfs apareguin en zones perifèriques, marginals, o de difícil accés:
| « | «Animals i signes responen, en conseqüència, a les mateixes fórmules fonamentals, lògicament binàries i encara acusades pel fet que els animals de la mateixa espècie apareixen, freqüentment, en parelles, mascle-femella, però el dispositiu és tan complex que no deixaria suposar una explicació únicament fundada en el simbolisme de la fecunditat; element inicial és la presència de dues espècies A-B (cavall-bòvid); confrontades a dues categories de signes, masculins i femenins. Hom estarà temptat d'atribuir al cavall i al bisó el mateix valor simbòlic o, almenys, una bivalència del mateix ordre que el dels símbols de les dues categories (S¹ i S²)». | » |
| — | |   |

N'hi ha excepcions a aquesta regla, nombroses variants que depenen de regions i d'èpoques, el significat metafísic de les quals no queda del tot clar en el seu esquema general, però que sol ser explicat d'una manera particular, també a la Pasiega.

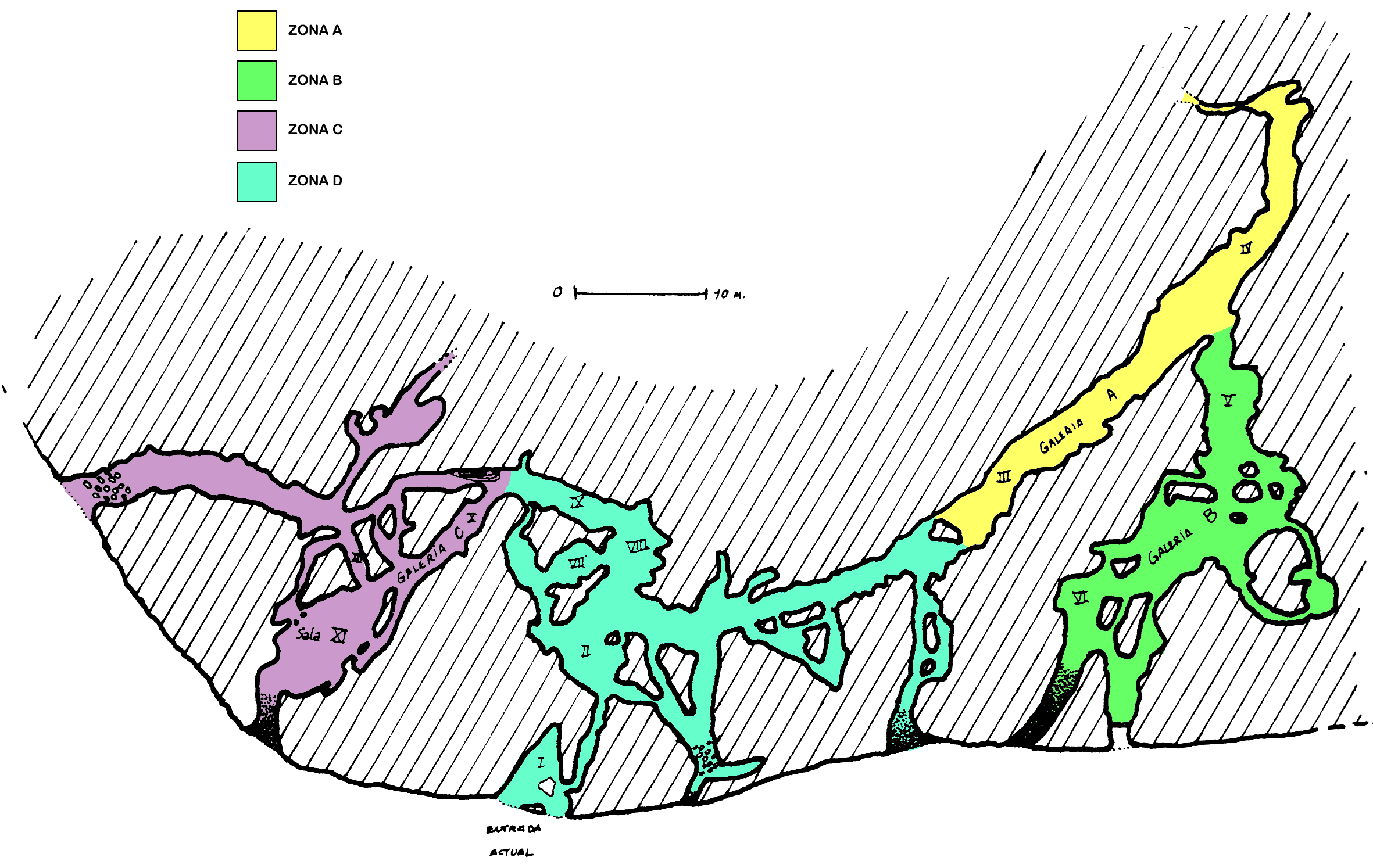
Plànol general de la cova de la Pasiega.

Joaquín González Echegaray, i després els seus col·laboradors, hi ha diversos recomptes referents a les espècies representades; un d'aquests llança més de 700 formes pintades en aquesta cova, entre aquestes: 97 cérvols (69 femelles i 28 mascles), 80 èquids, 32 cabres dels Alps, 31 bòvids (17 bisons i 14 bous), dos rens, un animal carnívor, un isard, un megalocer, una au i un peix; també podria haver-hi un mamut i gairebé 40 quadrúpedes sense identificar clarament; a més d'ideomorfs, com tectiformes i uns altres signes sorprenentment variats (més de 130), tal vegada, fins i tot, diversos antropomorfs i centenars de taques i restes gairebé esborrades.
En jutjar aquestes xifres, hom podria pensar que la Pasiega és un santuari fonamentalment dedicat al cérvol, i sens dubte aquest animal degué complir un paper important en els conjunts parietals d'aquesta cova, però, malgrat el seu menor nombre, els bòvids són ubics i sempre oposats als èquids (aquests últims una mica més nombrosos); a més, segons els qui han estudiat la cova en profunditat, el tema [bisó/ur] cavall, en oposició dialèctica, resulta més rellevant que els altres, no sols perquè la seva posició privilegiada als plafons i el seu major format el fan més visible, sinó també per l'ús de tècniques més depurades. D'altra banda, solen separar-se dos grans santuaris en aquesta gruta, com a màxim tres: un d'oriental a les galeries A i B, un altre d'occidental a la galeria C i un d'intermedi, de menor entitat i no segur, a la zona D (que potser es tracta d'un apèndix del segon santuari, l'occidental). Aprofundirem en les parts més representatives del conjunt: la zona terminal de la galeria A, la sala principal de la galeria B i la sala XI, a la galeria C.

### Galeria A, primer santuari

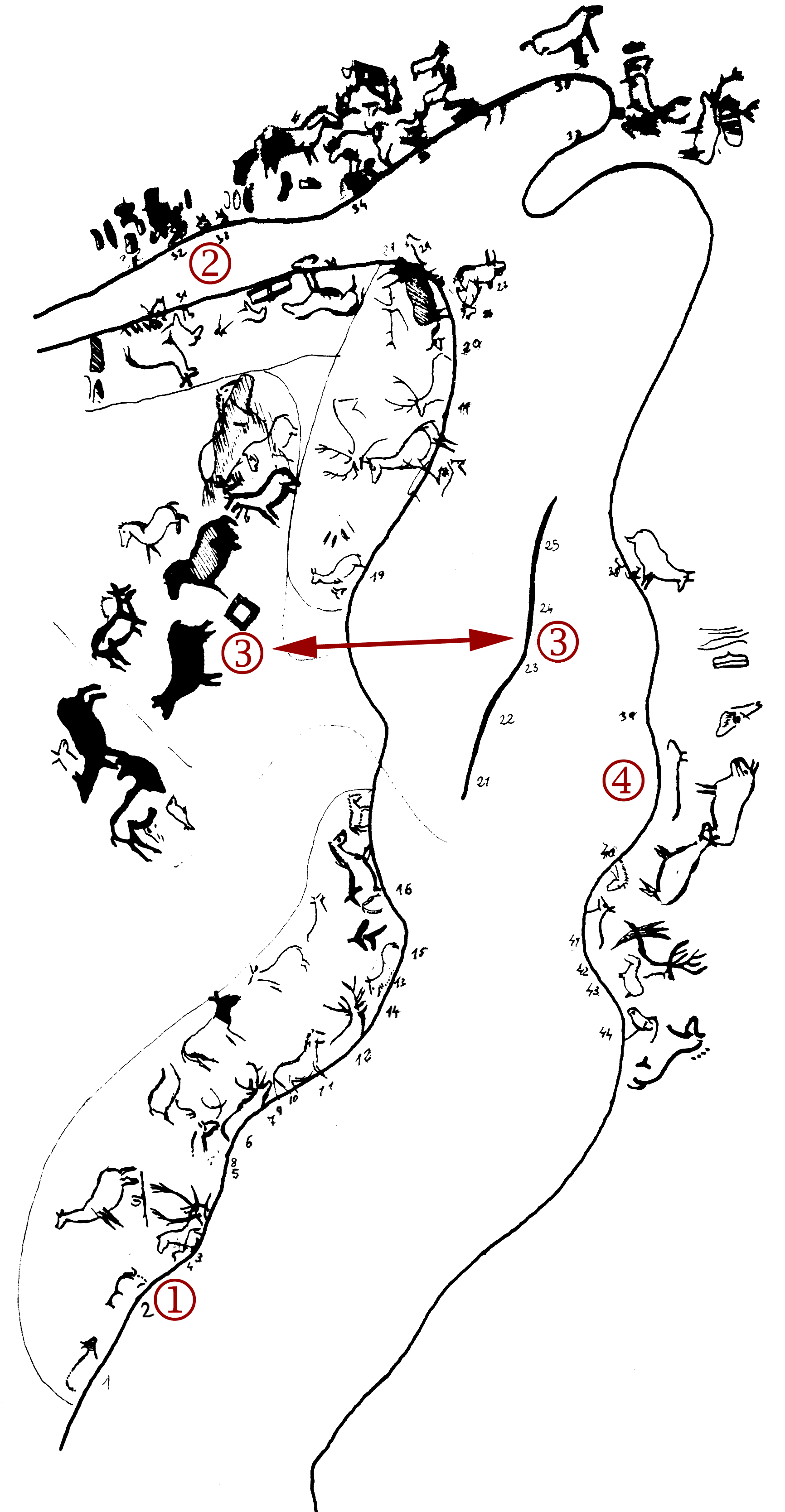
Plànol i esquema de les imatges rupestres de la galeria A, 1r santuari.

Per arribar a la galeria A, cal descendir per un petit pou; en origen, però, va poder tenir una altra entrada que, potser, actualment, estigui obstruïda per les estalactites o per ensulsiades de l'exterior. La galeria s'ha recorregut fins a una profunditat de 95 metres (des de l'entrada actual), però s'estreny i no és possible saber si continua o no. En anar penetrant-hi, queda a la dreta una entrada obstruïda i, entre els 60 o 70 metres de profunditat, apareix la connexió amb la galeria B, poc abans d'aparèixer els conjunts pictòrics més rellevants.
En efecte, a una mica més de 75 metres, sembla que comença el santuari pròpiament dit, amb més de 50 cèrvids (la majoria, femelles); els cavalls són la meitat en nombre, i els bòvids (bous i bisons), encara que més escassos, estan situats estratègicament dominant els llocs més visibles. En aquest santuari, també s'ha detectat un antropomorf, una vulva, signes lineals i puntiformes, un quadrat i una gran quantitat de tectiformes, gairebé tants com cérvols.
Les pintures poden agrupar-se en diversos conjunts, atenent, sobretot, criteris orogràfics, però també de tècnics i temàtics que es detallen en un recorregut conforme a les agulles del rellotge. Aquests conjunts apareixen esquematitzats amb les convencions zoològiques semiòtiques desenvolupades per Leroi-Gourhan).
- El primer gran grup està a la paret esquerra de la galeria, i comprèn figures distribuïdes a manera de doble fris amb nombrosos cérvols, sobretot femelles, però també bastants cavalls i un bisó que centralitza la composició. També hi ha signes, entre els quals destaquen l'associació vulva, bastonet, és a dir, masculí/femení. De fet, el conjunt arrenca amb el tema bisons-cavalls, que també poden interpretar-se com el mateix tipus de dualitat. El conjunt es tanca amb un altre petit grup de cavalls, i queda la resta d'animals al centre i a la part superior del fris, on només hi ha cérvoles i ideomorfs.

|  |  |

Les tècniques de realització inclouen el tamponament per cérvoles i bisons, el traç lineal (entre bavós i modelant) i, només en dues ocasions, s'empren tintes planes parcials (per al cap d'alguna cérvola). El color dominant, sense cap dubte, és el vermell, encara que minoritàriament hi apareixen el groc i el vermell violaci. No hi ha gravat.
Després, es troben una sèrie d'agrupacions de menor entitat, més o menys inconnexes, a la paret esquerra de la galeria; en aquestes, apareixen tota mena de figures que, segurament, complementen el conjunt següent. Està dominat clarament pels cérvols en associació amb alguns ideomorfs i pocs bòvids (potser urs), que semblen estar en relació amb els cavalls del conjunt següent, situat seguidament en una raconada.
- El segon gran grup comença després d'una raconada a l'esquerra, a la zona terminal de la galeria, que es va estrenyent; s'han unit figures d'un i un altre costat. Aquesta vegada, els cavalls i els cérvols estan pràcticament igualats en nombre; i són, com és habitual a la Pasiega, més escassos, però no menys importants, els bòvids, dos dels quals són bisons. També hi ha un possible antropomorf femení i una trentena de tectiformes rectangulars, situats, com sol ser habitual en aquest tipus de coves, al santuari:

| « | «Els signes, en general, ocupen un espai separat dels animals, ja en la vora dels plafons, ja correntment en un nínxol, un diverticle o una esquerda en proximitat major o menor. No obstant això, hi ha casos en què els signes es presenten superposats als mateixos animals.» | » |
| — | |   |

Els bòvids estan concentrats a la part dreta, al costat de tres cavalls, formant el nucli de disposició dialèctica binària d'aquest segon grup; a més, inclòs en aquest, hi ha un antropomorf, tot envoltat pels característics animals perifèrics (cérvols) i ideomorfs. A la paret esquerra, al costat de més cérvols, apareixen altres cinc cavalls, que potser estan en relació binària amb els bòvids anteriors a la raconada que s'ha mencionat en els paràgrafs anteriors. Al fons de la galeria, que ja comença a convertir-se en un estret conducte, hi ha signes rectangulars a un costat i a l'altre.
|  |  |

Molt a prop, en un petit diverticle, es localitza un tercer grup, encara que de menor entitat. En aquest, hi ha: cinc cérvols, un isard i un bòvid, tot complementat amb set signes quadrangulars, un d'aquests en forma de grilló de taronja. La seva organització sembla, en principi, clara: aquestes pintures, segurament, formarien dos conjunts enfrontats: en un costat, el bòvid amb alguns cèrvids i signes ideomorfs; enfront dels cavalls que, d'aquesta manera, es relacionarien amb els bòvids, la resta de cérvols, signes i el caprí.
En tot aquest gran complex de pintures domina el traç bavós modelant de color vermell.
- El tercer gran grup està situat en una cresta estalactita que penja de la volta (allò que, tècnicament, es denomina en l'espeleologia bandera), entre el primer grup ja descrit i l'últim, que es descriu després. Ambdós grups, encara propers, tenen una tècnica de realització diferent,[12] cosa que fa sospitar que van ser elaborats en dates diferents. Hi ha gairebé una desena de cérvoles, també bastants cavalls, dos bòvids i un signe quadrangular. Venint des de l'entrada, es troba primer la majoria de les cérvoles, seguides de l'associació èquids/bòvids, sota la qual estan el signe i les cérvoles restants.

|  |  |  |

La tècnica més destacable, per la seva qualitat i quantitat, és la tinta plana, bé unida amb traços negres formant un contorn a manera de bicromia (com succeeix en un dels cavalls, bé ressaltada amb traços gravats, que ressalten els detalls (això s'aprecia en diverses cérvoles) o, fins i tot, amb raspat de la roca per afegir-hi matisos clarobscurs, com ocorre amb una cérvola pintada en vermell. Tres dels cavalls i el cap d'un altre són negres, el signe quadrangular és groc, la resta de les figures són vermelles.
- La cambra i últim gran grup, situat enfront de l'anterior, i en molt estreta relació amb aquest, conté un nombre similar de cérvols i cavalls, al costat d'un parell de bisons. Entre els diversos signes destaca un ideomorf amb forma de mà, que recorda els de Santián[13] i un signe vermell que bé podria ser un cap grotesc de bisó. En posició central, apareixen un cavall i un bisó, formant una típica associació binària; en un extrem, es veuen altres bisons i, a l'extrem oposat, els altres cavalls. No hi ha tintes planes, ni gravat, ni bicromia; al contrari, domina el traç bavós, més o menys, modelant en vermell.

### Galeria B, segon santuari

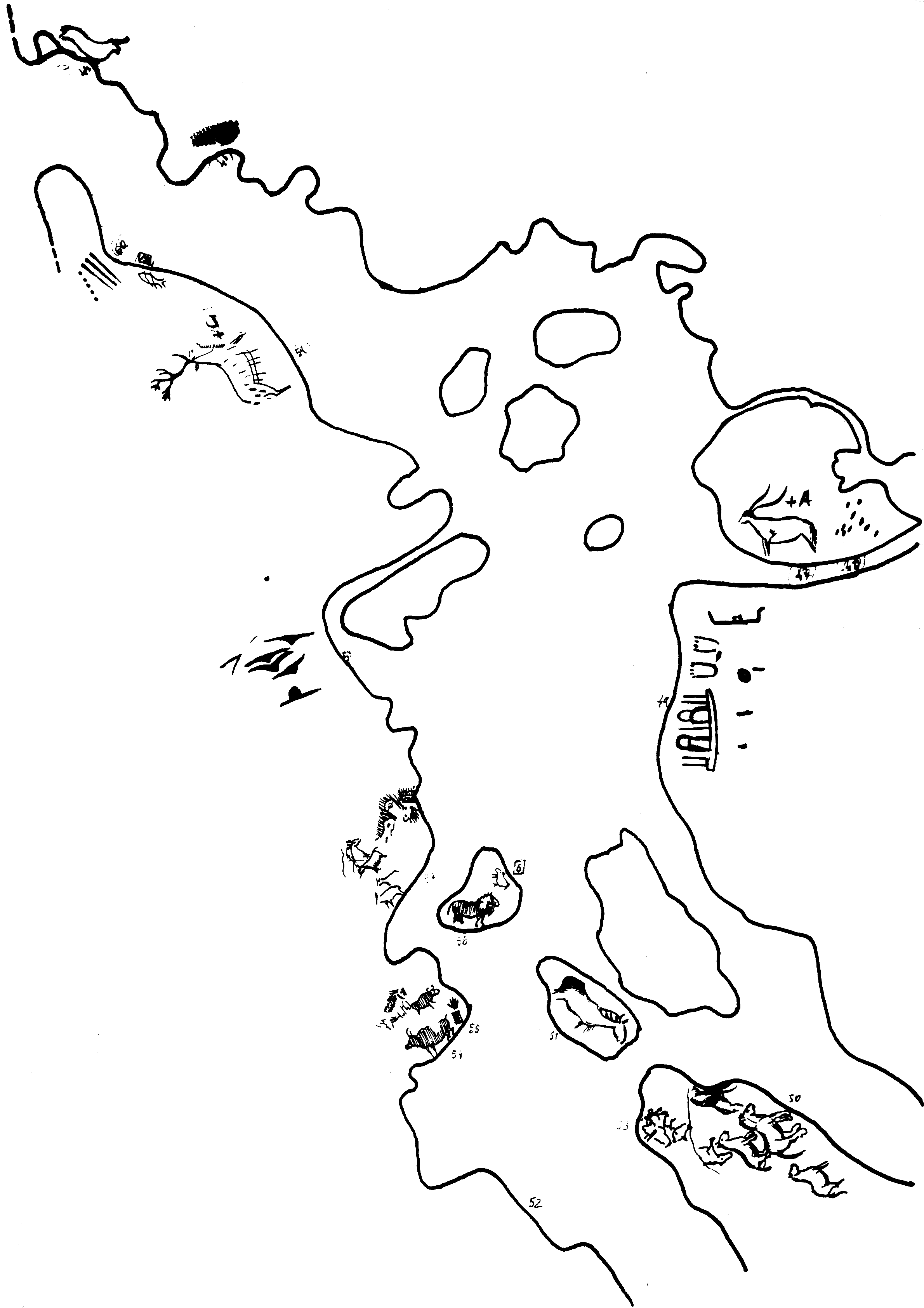
Plànol i esquema de les imatges rupestres de la galeria B, 2n santuari.

En endinsar-se per la galeria A, als 60 o 70 metres, a la dreta, per un conducte, es troba la primera gran sala de la galeria B. Prou lluny de l'entrada que s'usa actualment, hi ha diverses sortides a l'exterior que van acabar encegades amb el pas del temps. Una d'aquestes ha estat tornada a obrir, però es desconeix si en l'època en què aquesta zona va ser decorada, alguna d'aquestes era practicable, la qual cosa ajudaria a comprendre el punt de vista que van tenir els artistes prehistòrics en idear la configuració orogràfica de la decoració de la sala.
La concentració pictòrica d'aquesta sala és menor que en la galeria A, a la qual sol associar-se, en part. Entre les seves representacions, hi ha un nombre gairebé equivalent de cérvols i cavalls, i hi són una mica més escassos els bòvids, seguint la tònica habitual d'aquesta gruta. Sobresurt, però, per l'originalitat d'algunes de les seves altres figures: hi ha un peix, una gran cabra, ideomorfs com bastonets, claviformes, i un petit conjunt de signes inaudits, popularment conegut com la inscripció.

Panell 53.
Panells 54 i 55.
Panell 57.

Segons s'ha pogut observar, l'ordenació de totes aquestes figures respon a un curós pla d'introducció als panells principals de la galeria A, suposant que aquí n'hi hagués l'entrada principal. Just a l'entrada (des de la galeria A), hi ha una petita cérvola gravada; després, signes del tipus denominat alfa per Leroi-Gourhan (és a dir, masculins), que apareixen a banda i banda de la galeria. Continuant cap a dintre, a la dreta apareix un peix, seguit d'un gran cérvol mascle al costat d'una petita cérvola (ambdós en negre). Immediatament abans d'arribar al centre de la gran sala, n'apareixen els signes a banda i banda, però aquesta vegada són de tipus beta (femenins), en color vermell. El cor d'aquest santuari, el componen tres grups o plafons que repeteixen l'esquema bòvid-cavall, complementat amb animals secundaris o sense. Hi ha altres tres plafons on només apareixen cavalls, alguns d'aquests a les mateixes columnes estalagmítiques, uns altres a les parets. En aquest nucli, es poden destacar la mà en positiu, no mutilada, sinó amb sis dits; un signe amb forma de graella, algun animal no identificat, gravat en estriat i l'única cabra mascle de la sala.

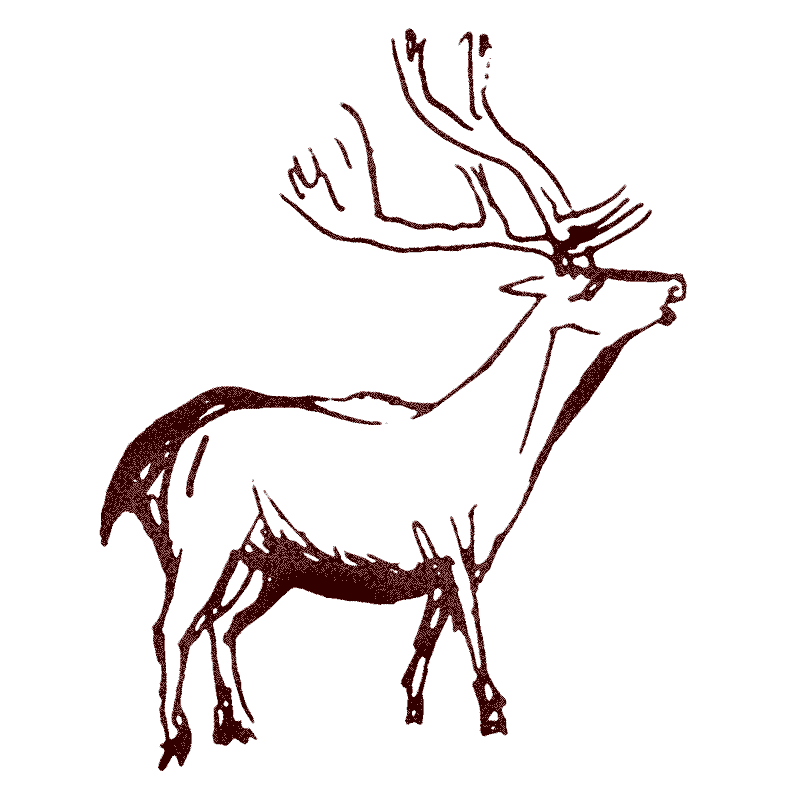
Cérvol pintat en vermell, panell 59.
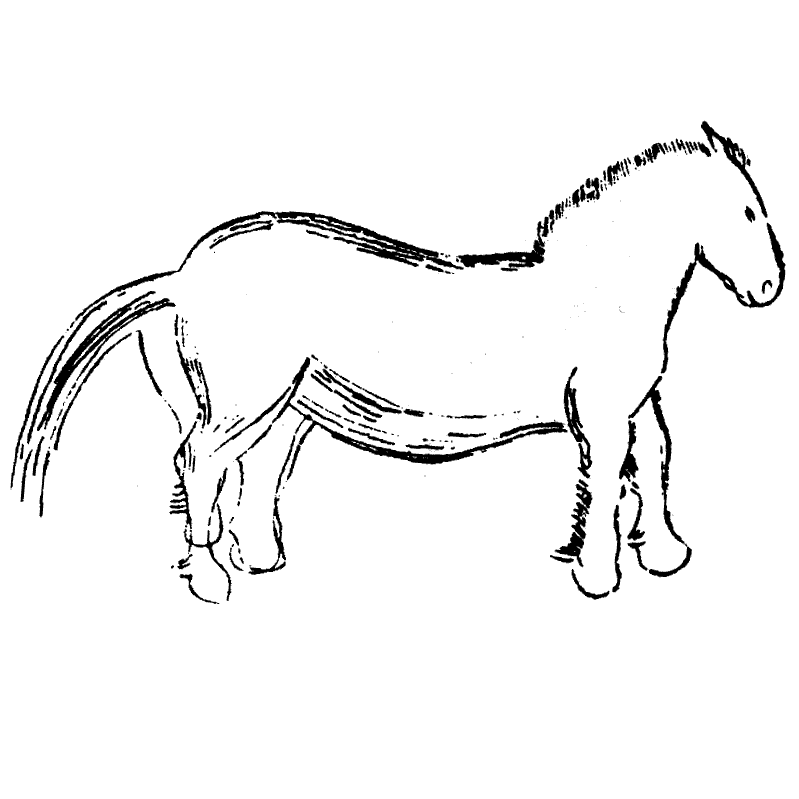
Cavall gravat, panell 50.
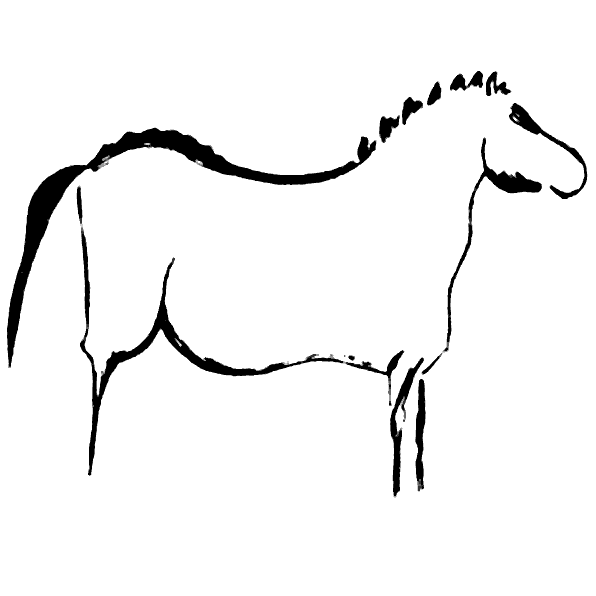
Cavall pintat en negre, panell 51.
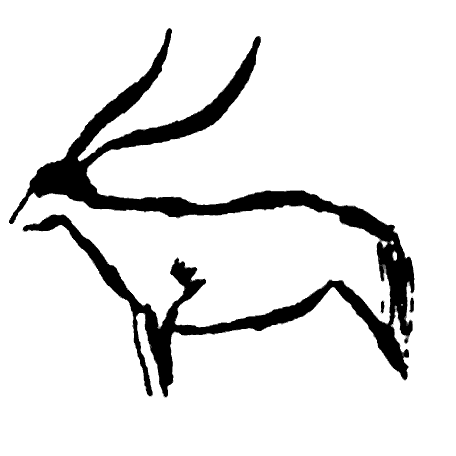
Cabra mascle pintat en negre, panell 47.

Les tècniques emprades per a les pintures recorden, en part, a les de la galeria A (com ha quedat de manifest en considerar-les sales complementàries): la pintura vermella, entre modelant i bavosa, tintes planes vermelles, amb un cert modelatge intern aconseguit amb el raspat de la roca-suport i afegiment de traços del mateix color, però de tons més intensos. La diferència més important n'és l'aparició massiva del gravat, tan simple com estriat, aplicat especialment als cavalls.

### Galeria C (sala XI), tercer santuari

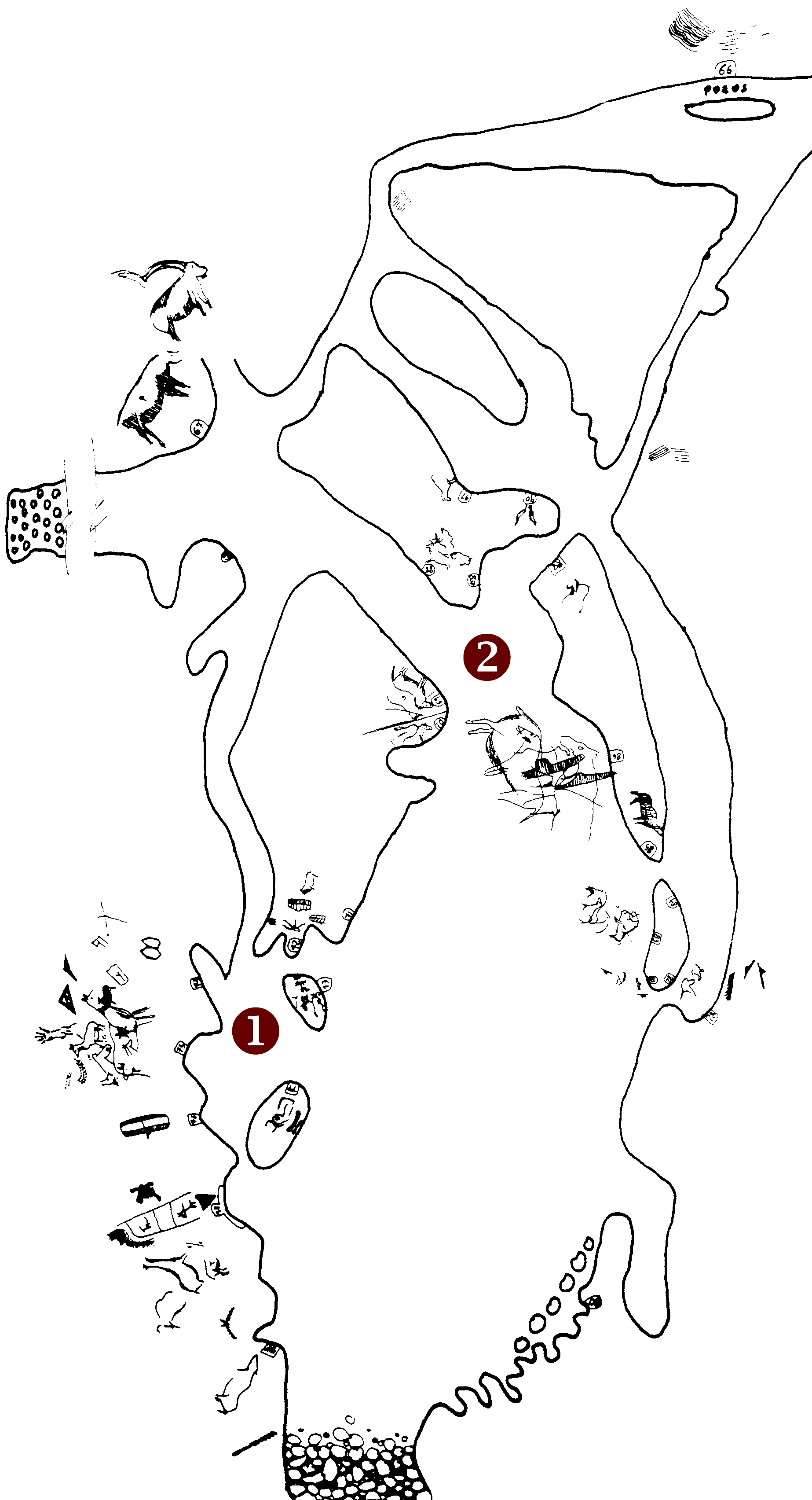
Plànol i esquema de les imatges rupestres de la galeria C, 3r santuari.

L'accés a la galeria C es troba, després d'entrar a la cova, en un pas a l'esquerra que travessa la galeria D. Allí hi ha la sala XI de la galeria C. Aquesta, de la mateixa manera que la galeria B, té comunicació directa amb l'exterior. No obstant això, està obstruïda per rebles i pedres de procedència, segurament, al·lòctona. De nou, la percepció de l'estructura de les pintures es troba alterada per a l'observador pel problema de les entrades obstruïdes.
Leroi-Gourhan distingeix dues parts clares en aquest santuari, col·locades en diferent lloc dins de la mateixa sala, i amb diferent temàtica, tècnica i cronologia. A part, queden dues cabres consignades en la primera monografia amb el número 67, realitzades amb tinta plana parcial, a la manera de modelatge i de color negre, procediment que no es dona en cap de les altres figures de la sala.
- El primer gran conjunt de la sala XI és el que es troba més prop de la presumpta entrada original, actualment obstruïda; comprèn sobretot cérvoles, algun cérvol, diversos bòvids i un parell de cavalls; a més, hi ha un càpric i altres símbols difícils d'identificar, alguns semblen animals, uns altres semblen antropomorfs; també hi ha una mà en positiu de color negre, puntuacions, bastonets i altres ideomorfs, entre els quals destaca l'anomenat Parany (una espècie de columna que tanca, dins d'un signe, un bisó i una cérvola. La disposició d'aquest conjunt sembla respondre a una estructura ternària amb variacions: bòvid/èquid/cèrvid més diversos signes o bòvid/èquid/antropomorf més signes. La veritat és que la complexitat d'aquest panell és gran, a causa de la concentració de figures molt diferents entre si.

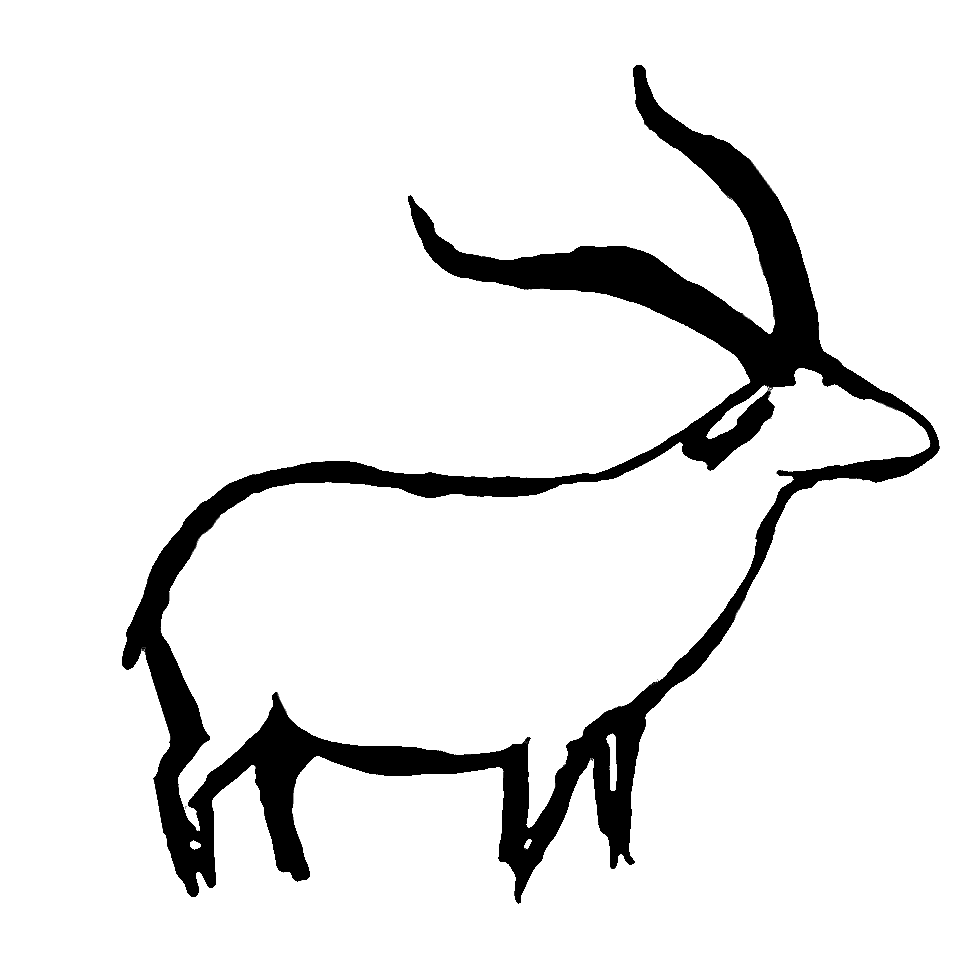
Cabra mascle pintada en color negre amb traç modelant, a la galeria C.
Esquema de la representació parietal del panell 74-75 de la galeria C.
Esquema de la representació parietal del panell 79 de la galeria C.

Hi domina clarament el traç vermell bavós, encara que en un dels plafons també s'usa, per a algunes cérvoles, el gravat estriat de molt bona factura; a més, n'hi ha diverses figures en negre. La bicromia es dona, a més, en un bòvid, en què se superposen tintes planes vermelles i traços negres, tal vegada una repintada de cronologia diferent. El presumpte antropomorf sembla tenir fins a tres colors, cosa gens habitual en l'art paleolític (vermell, negre i groc). De fet, n'hi ha algunes figures grogues.
- El segon gran conjunt està prop de l'accés a la zona D, per tant, al costat oposat de la sala. Les espècies representades revelen el predomini dels èquids, seguit dels bòvids i escassegen, encara que hi són presents, els cérvols i cabres (per tant, les xifres són complementàries del conjunt anterior). Això sense explicar els signes, que també són de diferent tipus, en haver-hi claviformes i plumiformes, a més de bastonets i puntuacions. La disminució del nombre de cèrvids no es dona en cap altra part de la cova, on són majoritaris, mentre hi augmenta la proporció de cavalls.

Esquema de la representació parietal del panell 86 de la galeria C.
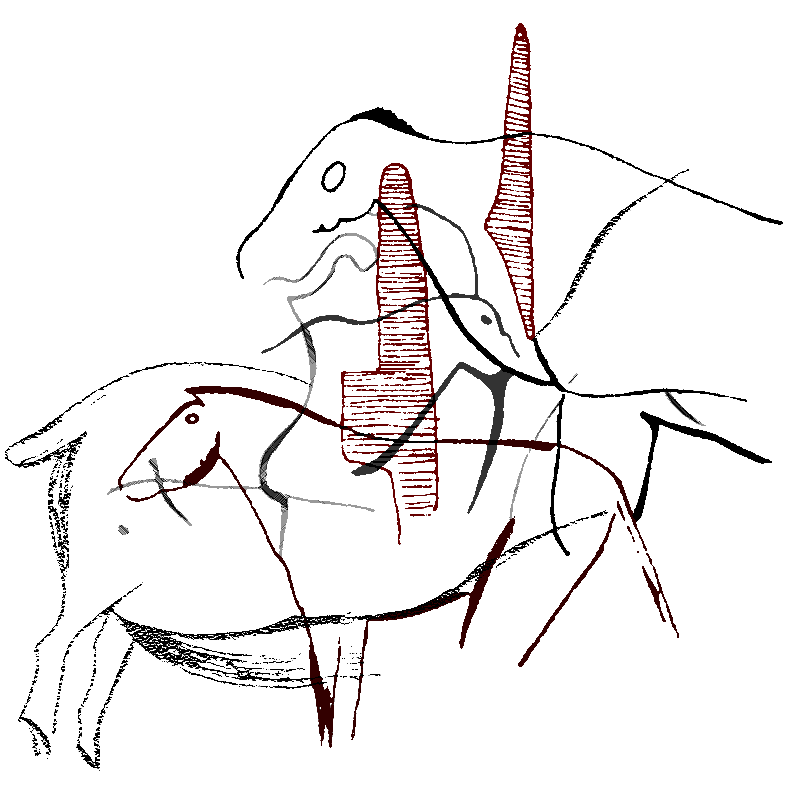
Superposició de pintures i gravats Galeria C.
Esquema de la representació parietal del panell 81-83 de la galeria C.
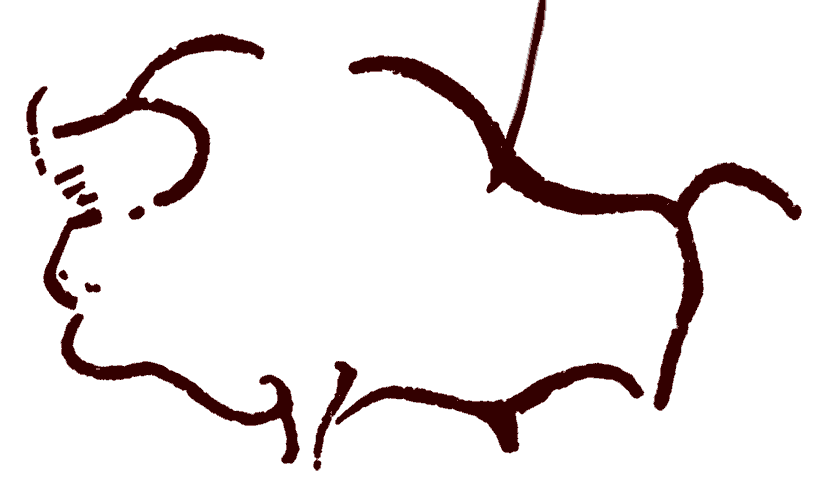
Bisó en tons foscos del panell 83, galeria C.

La seva ordenació també és complexa. Tots els ideomorfs estan a la part més propera a la boca i les superposicions revelen repintes, potser en diferents cronologies. Hi ha tres possibles subconjunts de cavalls sense bòvid (només dues de les composicions són les típiques A-B que s'han anat observant fins al moment). També hi ha prou figures aïllades, sobretot prop de l'entrada de la sala des de la zona D.
Les tècniques dominants són el gravat de traç múltiple, gairebé estriat, i les pintures negres; i en són més escasses les grogues, vermelles o ocres... També es testifica la bicromia en una representació, però poc destacada. Com veiem, la tècnica també és diferent de la del conjunt anterior i ratifica la separació d'ambdues àrees dins la sala.

#### Zona D
És una part intermèdia de la cova, que probablement és una extensió del santuari de la galeria C, gairebé una zona grisa, amb representacions molt més escasses i disperses, tampoc no n'hi ha coherència, excepte en un parell de petits conjunts en què es torna a repetir el tema bòvid-èquid.

#### Diferències entre els santuaris
En conjunt, es poden apreciar clares diferències en els diferents santuaris. El de la galeria A, que és el de major entitat, manca de gravats, excepte alguna figura en què s'associa a tintes planes; en canvi, el tamponament és molt important, al costat d'altres tècniques de pintura essencialment vermella; la cabra és molt escassa; els cèrvids, per la seva banda, suposen gairebé el doble que els cavalls i cinc vegades més que els bòvids. Hi abunden els ideomorfs tectiformes rectangulars.
A la galeria B, amb un nombre inferior de representacions, s'aprecia la desaparició del tamponament, mentre que el gravat (simple o estriat) cobra importància. Les cabres continuen sent escasses, excepte a la sala que es va descobrir als anys 60, i els ideomorfs són completament diferents, i hi destaca per la seva originalitat l'anomenada inscripció.
La «Galeria C» té dos santuaris independents, ambdós amb gravat estriat, però, mentre que el primer ofereix pintures fonamentalment vermelles, en el segon predominen les negres, a més del fet que les cabres adquireixen una importància no vista en la resta de la cova i els ideomorfs són bastant originals, especialment, els realitzats amb pintura vermella.
Tant la galeria A com la C tenen bicromies; però, en cada cas, són diferents.

## Els ideomorfs de la Pasiega
Els ideomorfs -i possibles antropomorfs- de la Pasiega s'enumeren i classifiquen en:
- Puntuacions: es tracta dels signes més senzills de la cova. En general, n'apareixen en dues variants, la primera es dona quan hi ha un grup molt nombrós de punts; generalment, no van associats a animals, sinó a altres ideomorfs (tal vegada complementaris). Són més abundants a les galeries B i C; en aquesta última, els grups nombrosos de puntuacions semblen associar-se a cérvoles, però els signes estan pintats i els animals gravats, per la qual cosa és factible col·legir que siguin d'èpoques diferents.

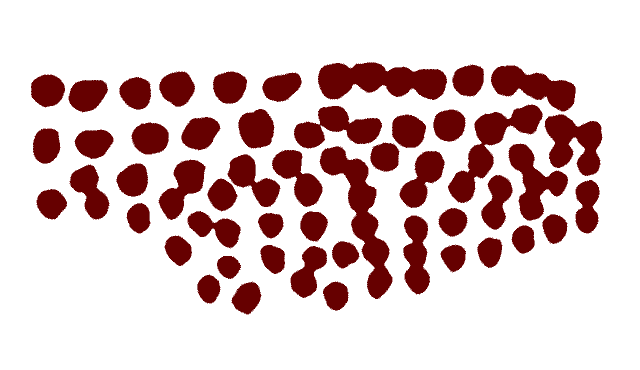
Gran sèrie de punts.
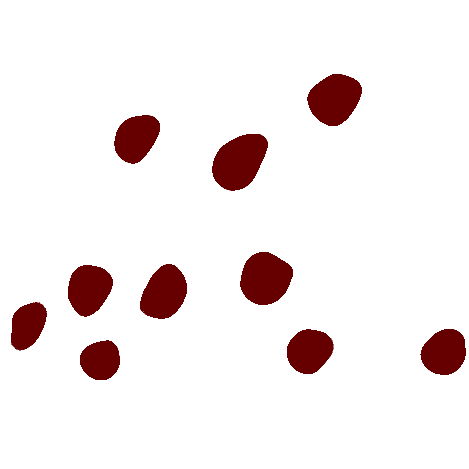
Petita sèrie de punts.
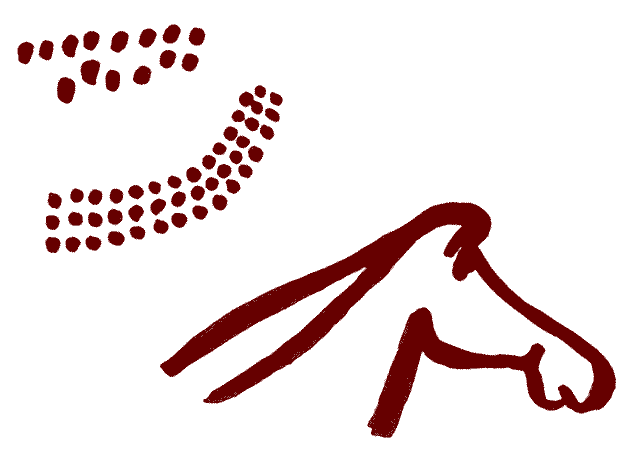
Cap de cavall associat a dues grans sèries de punts.
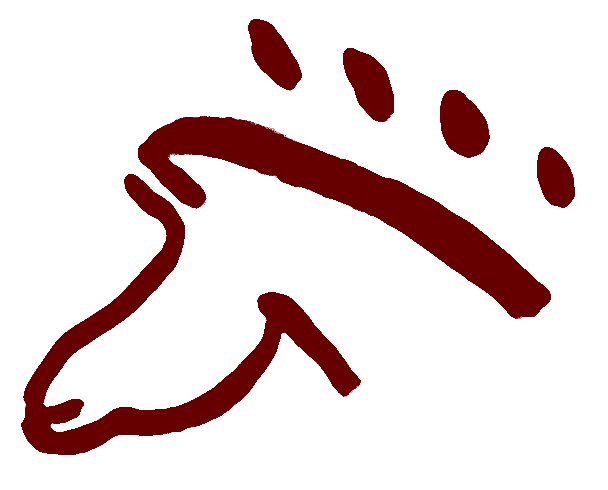
Cap de cavall associat a una petita sèrie de punts.

En segon lloc, els punts poden aparèixer en agrupacions molt escasses. Llavors sí que és possible associar-los a animals. D'altra banda, els petits grups de puntuacions apareixen una o dues vegades en cada sala al costat de bòvids gairebé sempre. Encara que n'hi ha dos casos molt ostensibles a la galeria A, en què sengles cavalls tenen una aurèola de punts, i a més estan enfront l'un de l'altre, gairebé al començament de l'esmentada sala. Les puntuacions solen ser més abundants en el solutrenià.
- Els signes lineals: són més variats i complexos tant en la morfologia com en les associacions (n'hi ha amb forma de sageta, de branca, de ploma, línies simples que es denominen bastonets, etc.); esporàdicament, van associats a cérvoles. Per exemple, un dels primers panells de la galeria A té aquest tipus d'ideomorfs associat a una vulva i a una cerva. En el segon conjunt de la galeria C, hi ha un bisó (plafó 83) que podria tenir un lineal associat (tal vegada una javelina que l'ataca, encara que aquesta idea és molt controvertida), a més d'algun altre símbol. Al costat, hi ha un signe lineal plumiforme al costat d'altres de claviformes (que es tracten a continuació) i que no van ser identificats en la primera monografia (sinó que es van donar a conèixer en un article de Leroi-Gourhan[16]).

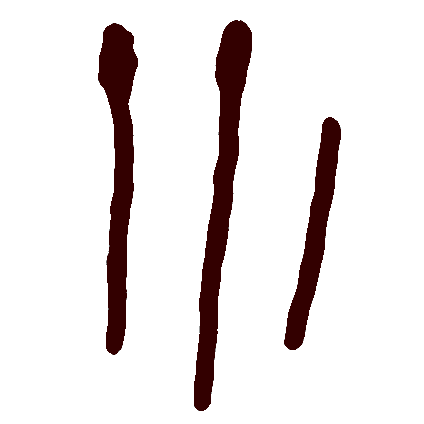
Bastonets.
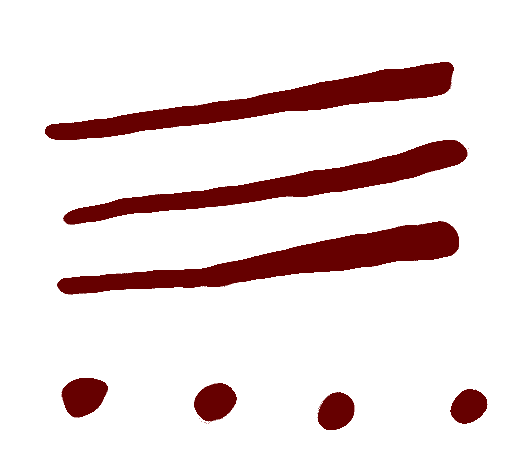
Signes lineals i puntuacions.
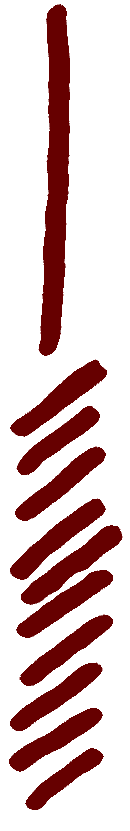
Amb forma de sageta.
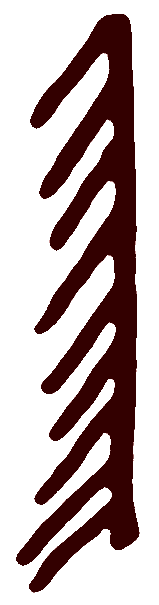
Amb forma de ploma.

Finalment, hi ha una sèrie de feixos de bastonets que apareixen en els accessos a les galeries B i C. Breuil va interpretar aquest tipus de signes en relació als canvis topogràfics del santuari, cosa possible: serien marques perquè els iniciats les seguissin o que avisaven de possibles perills (com avencs). No obstant això, en visitar la cova, resulta evident que les zones perilloses es veuen amb més facilitat que els mateixos avisos. Per a Leroi-Gourhan, són símbols masculins en relació binària amb la cova, que seria, en si mateixa, un element femení.
- Els claviformes: els anomenats signes claviformes són relativament abundants, especialment a la «Galeria B i a la «Sala XI», sent dubtosos, per no dir, inexistents, a la «Galeria A». Els de la «Sala XI» potser són els més típics i solen associar-se a cavalls. Un dels casos podria tractar-se del que Lroi-Gourhan denomina un «Signe acoblat»,[16] format en conjuminar en un mateix ideomorf una línia o bastonet (masculí) amb un claviforme (femení). La tipologia i cronologia d'aquests signes és molt àmplia.

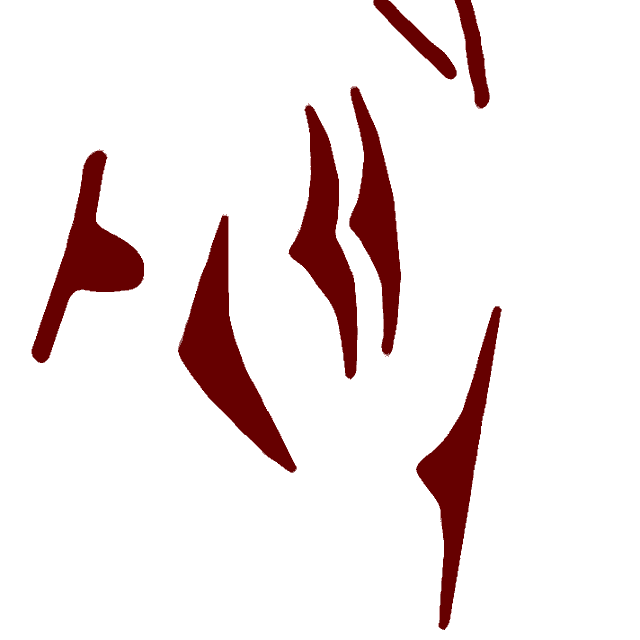
Claviformes
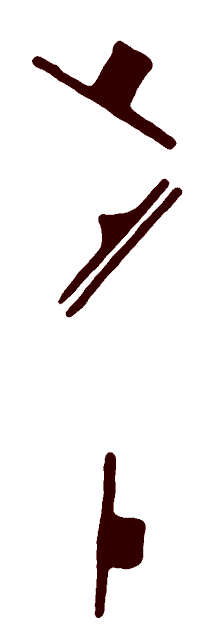
Claviforme acoblat
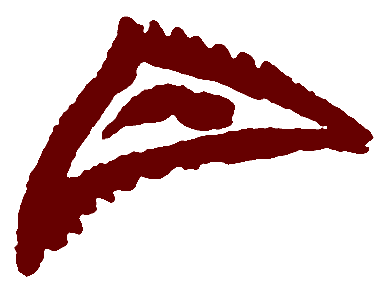
Signe triangular
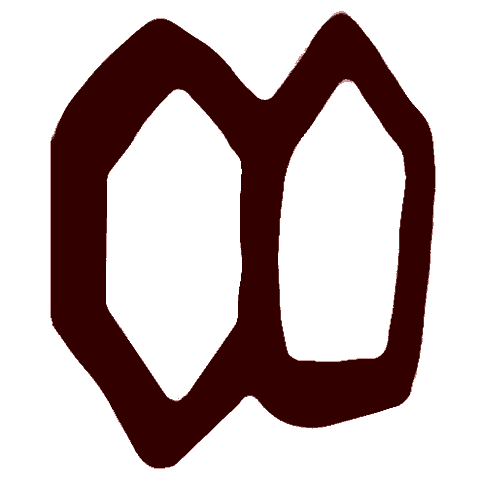
Signes poligonals

- Els Ideomorfs poligonals: és un grup heterogeni, fins i tot arbitrari que reuneix signes quadrangulars, pentagonals o hexagonals. N'hi ha un a cada sala i, encara que són escassos, poden trobar-se paral·lelismes en altres coves. Concretament hi ha un signe en graella situat en la «Galeria B» que s'assembla a uns altres de la cova d'Aigües de Novales i de Marsoulas. A la «Galeria A» hi ha un símbol quadrangular semblant al que es troba en un dels diverticles de Lascaux. Finalment, hi ha un ideomorf format per un pentàgon i un hexàgon adjacents que, en opinió de l'especialista Pilar Casado, s'han de classificar com una variant de signes ovals.[18]

- Les Tectiformes: són, sens dubte, els signes més abundants d'aquesta cova. Tenen forma més o menys rectangular, amb apèndix i sense, amb divisions interiors i sense. Malgrat la seva abundància, aquests ideomorfs estan absents en la «Galeria B». Breuil estableix una cronologia i evolució entre tots ells; per Leroi-Gourhan són propis de l'Estil III i tenen paral·lelismes en moltes coves d'Espanya i França, sent la més propera la cova del Castell. En La Pasiega es troben a la zona terminal i estreta de la «Galeria A» i en el primer gran grup de la Sala XI.

- Signes singulars:

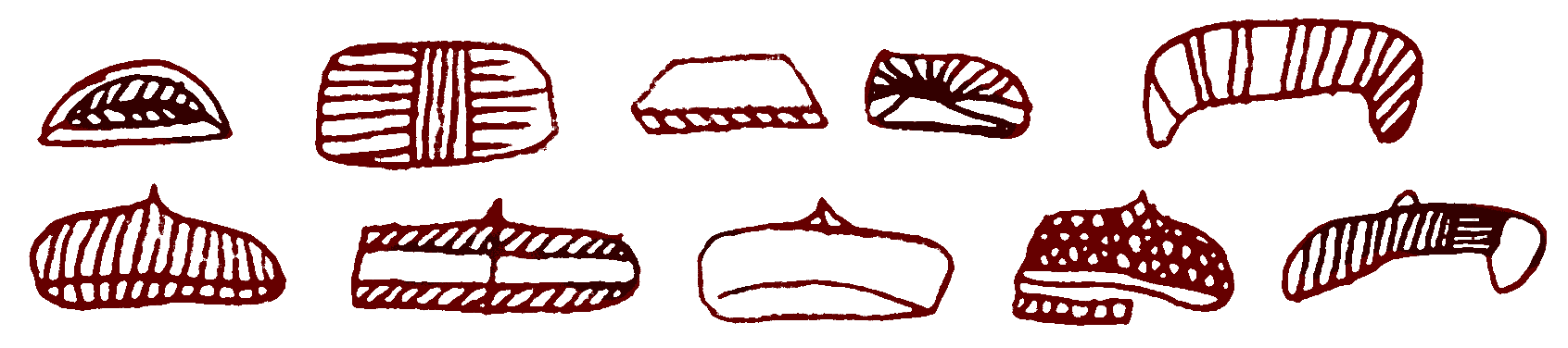
Tectiformes de la Galeria A

- El Parany: esmentat aquest peculiar grup pictòric en descriure la «Galeria C», Breuil és el primer a apreciar que, en realitat es tracta del resultat de pintar un símbol similar a un tectiforme quadrangular negre, de característiques summament evolucionades, que es va superposar a dues figures vermelles més antigues. Leroi-Gourhan accepta que pot tractar-se del resultat de combinar pintures de diferent cronologia, però no pensa que es tracti d'un tectiforme evolucionat; a més considera que el repinte és intencionat i que es va buscar l'efecte de tancar als animals (les cambres del darrere d'un bisó en la part de dalt i el cap i les potes davanteres d'una cérvola) dins de l'ideomorf; ho inclou tot dins de l'Estil III i ho interpreta com un mitograma resultant de la combinació de tres símbols de la feminitat. Jordà Cerdà i Casado López no atorguen una simbologia femenina al Parany, que relacionen, més aviat, amb altres representacions de recintes tancats que apareixen en Las Chimeneas, la Pileta.

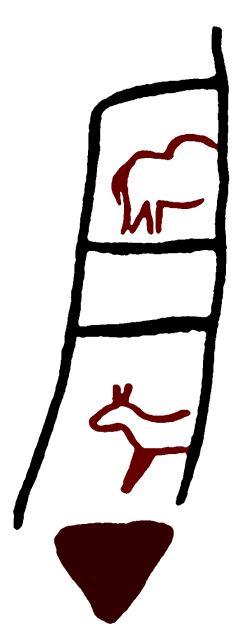
«El Parany»

- La Inscripció de la «Galeria B» és un altre d'aquests signes complexos i singulars; tant que Breuil, va interpretar com una autèntica inscripció que contenia un codi para iniciats. Leroi-Gourhan s'esforça a explicar que, en descompondre-la, aquesta figura està composta per símbols femenins. En Jordá veu en ella un típic signe en forma de «sac» relacionat amb els recintes tancats citats més amunt i amb serpentiformics que apareixen al final del seu Cicle Mitjà. Casado López troba paral·lelismes en Marsoulas i Font de Gaume.

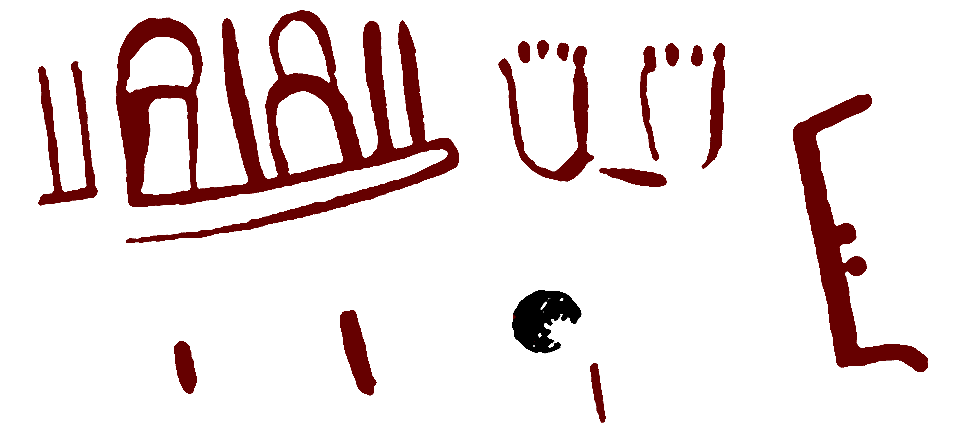
L'anomenada «Inscripció de la Pasiega

- Les Representacions humanes: aquí s'inclou la figuració humana, més o menys realista, sigui d'una part o de tota l'anatomia de l'ésser humà La primera de les representacions parcials són les vulves; se'n poden localitzar tres de forma oval, una altra rectangular i una triangular, molt prop del «Parany». En aquest grup també hi ha les mans, que es pinten de maneres diferents en La Pasiega: una d'elles és esquemàtica, la qual cosa es denomina un maniforme, relacionat, com es va indicar abans, amb les de Santián. Hi ha també una mà vermella en positiu (amb sis dits i amb relació a un signe quadrangular en graella). Finalment, hi ha una altra mà positiva, però en negre, amb traços que continuen el que podria ser un intent de representar el braç. A continuació segueixen les presumptes representacions completes o antropomorfs.

- Els antropomorfs podrien ser fins a tres (quatre si expliquem els traços que semblen completar la mà en negre ja assenyalada), encara que gairebé tots són molt discutibles. El més dubtós de tots està en la «Galeria A», podria ser una representació femenina associada a animals parcials i difícilment identificables. També discutible és un altre, fet en tinta plana vermella, amb forma globular, situat a la «Sala XI». Molt a prop hi ha l'únic antropomorf reconegut per tots els investigadors. Es tracta, a més, d'una figura en diversos colors: el cos està traçat en vermell, amb una gran boca; en canvi el pèl és negre, i té afegits unes banyes, també negres (en opinió dels especialistes es tracta de repintes de diferent cronologia), sota la figura hi ha un ideomorf lineal en ocre groc que Breuil va interpretar com un fal·lus. En relació amb aquesta forma humana hi ha dos estranys signes vermells.

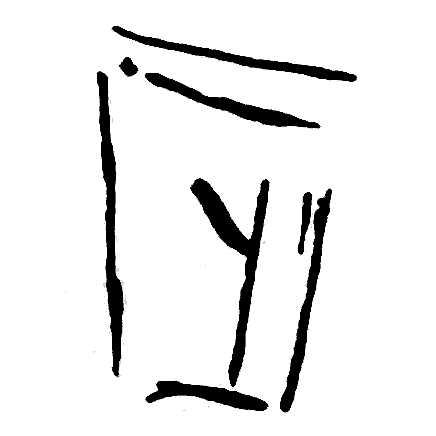
Vulva
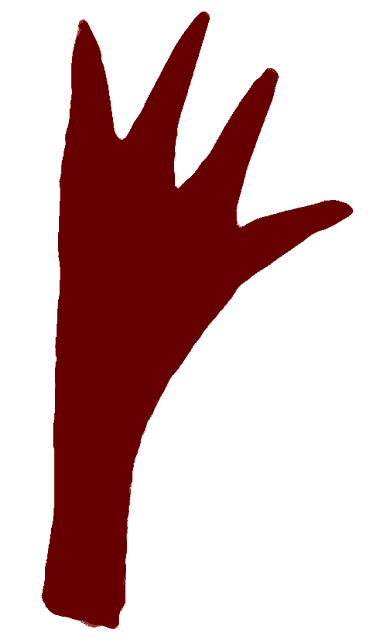
Amb forma de mà
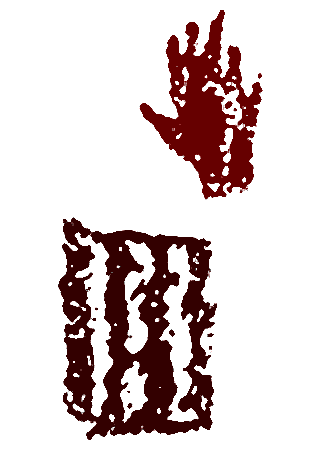
Mà impresa i ideomorf
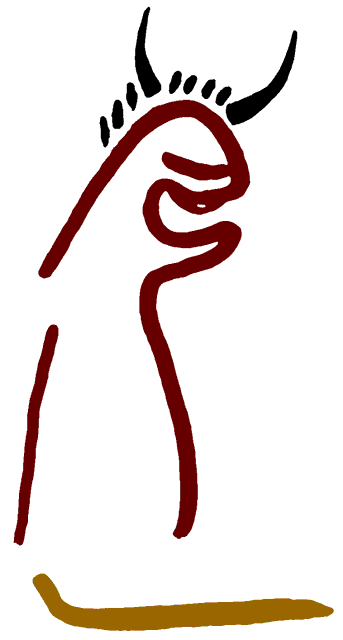
Antropomorf

## Intents de datació cronològica
La cova de la Pasiega ofereix molts exemples de superposicions i repintes que permeten abordar l'intent d'una cronologia relativa; d'altra banda, la gran varietat de tècniques i colors emprats fa pensar en una seqüència cronològica bastant extensa. Els autors de la monografia realitzada el 1913 van arribar a establir tres etapes cronològiques que abastaven pràcticament tot el desenvolupament de l'art paleolític: dues fases aurinyacianes, una solutriana i un epígon de bícroms, molt escassa en representacions, que podria ser Magdalenià. Posteriorment, Henri Breuil, un dels autors de la monografia, va ampliar les fases decoratives a onze, amb la mateixa amplitud cronològica.
Més tard va venir l'anàlisi de Leroi-Gourhan, qui va proposar una cronologia bastant general amb la qual en principi sembla coincidir González Echegaray. En ambdues publicacions se situen les decoracions de tota la «Galeria A» i el primer subsantuari de la «Sala XI» («Galeria C») en un moment inicial de l'Estil III; mentre que el segon subsantuario de la mateixa sala estaria dins de l'Estil IV antic. Leroi-Gourhan es basa en el paral·lelisme de les obres de la «Galeria A» amb Lascaux, encara que reconeix que aquest és més arcaic, suggereix que són contemporanis. Recentment, arran de la possibilitat d'aplicar sistemes de datació absoluta a les pintures, s'està demostrant que la classificació d'estils proposada per Leroi-Gourhan o qualsevol datació relativa d'altres investigadors és frèvola.
També el professor Jordá va escometre la labor de revisar la cronologia de la Pasiega. Les seves últimes publicacions situen la decoració d'aquesta cova en el seu Cicle Mitjà: Solutreomagdalenienà, acceptant íntegrament les onze fases de Breuil, però sense admetre, o, almenys, dubtant seriosament que parteix de la decoració pugui ser aurinyaciana. En la fase Solutrià del Cicle Mitjà inclou les figures pintades en vermell, sigui amb traç fi o ample i bavós; també parteix de les figures tamponades. Els gravats d'aquest període serien, per a Jordá, escassos i toscs. Poc després, apareixen cavalls incomplets vermells, però d'estil vivaç i realista, alguns ideomorfs rectangulars i l'anomenada «Inscripció». Durant la segona part del seu Cicle Mitjà, és a dir, el Magdalenià Inferior cantàbric, persisteixen els contorns gravats arcaïtzants, però apareix el traç múltiple i estriat en els cavalls de les galeries B i C, i en les cérvoles de la «Galeria C». Les figures pintades poden ser vermelles, amb tamponat, traç bavós o modelant; també podrien ser negres amb traç modelant. Però, més importants són les tintes planes vermelles tractades amb clarobscur modelant, de vegades, associades a gravats o traços negres que les completen; aquestes són, també, les que expressen millor el dinamisme (torsió del coll, moviment de les potes...). Per a alguns autors, aquestes figures serien les més evolucionades. Els bícroms són escassos i, en la majoria de les ocasions, es tracta de correccions posteriors en un color diferent del de la figura original. Només un cavall de la «Galeria A», en l'últim grup, pot ser considerada un bícrom autèntic, que es pot relacionar amb els de El Castell. Els ideomorfs més abundants són els quadrangulars amb divisions internes. Jordá sostenia que, durant el Cicle Mitjà, desapareixen els antropomorfs. No obstant això, La Pasiega en té varis, segons els primers autors quatre, segons els últims estudis, només un.

Per la seva banda, els professors González Echegaray i González Sáinz semblen compartir la idea general de Leroi-Gourhan, en acceptar que les obres de la Pasiega pertanyen als Estils III i IV. En concret, a l'Estil III pertanyeria gairebé tota la «Galeria A» i el primer conjunt de la «Galeria C» (sala XI), en ells hi predominaria la pintura vermella amb traços tamponats o lineals simples. També inclouen les tintes planes i l'addicció del gravat o a la bicromia com a complement per modelar el volum. Per la seva banda, l'Estil IV es dona sobretot en la «Galeria B» i en el segon grup de la «Galeria C»; aquesta fase predomina el color negre o terrós, amb un traç lineal fi, sense amb prou feines modelat, però amb un farciment intern a força de ratlles. Els gravats també són més abundants (traços lineals simples, o traços repetits, estriats i, fins i tot, raspats).

## El significat de l'Art Parietal de la Pasiega
Amb una sola cova, per molts panells i grans conjunts que tingui, no es pot establir el significat de l'Art Parietal Paleolític; per tant és necessària l'explicació de diferents teories a aquest cas concret.

### La màgia propiciatòria
La hipòtesi més tradicional que veu l'art parietal paleolític un mitjà màgic per propiciar la caça per homeopatia o per simpatia té, en La Pasiega, pocs o cap animal ferit que sustentar-se: únicament el bisó del panell 83, reproduït més amunt, va ser interpretat, amb reserves, com a animal ferit amb una arma llancívola. No obstant això, el cérvol no només és l'animal més representat en aquesta gruta, sinó que, per les restes arqueològiques, era el més caçat pels pobles paleolítics cantàbrics. Quant a la resta dels animals, les proporcions no coincideixen, ja que hauria de ser l'íbice i, després, el bòvid; i el cavall hauria d'ocupar l'últim lloc.
En aquest sentit, el francès Henri Delporte analitza aquest desfasament entre el qual denomina «indicis culinaris» (és a dir, la fauna bromatològica dels jaciments arqueològics del Paleolític Superior) i els «Indicis estètics» (la fauna representada en l'Art Parietal). Segons Delporte, la falta d'harmonia entre aquests dos elements és la prova que la teoria de la «Màgia Propiciatoria» no és vàlida per l'art paleolític, almenys, per si sola. A continuació, proposa una explicació alternativa, basada en algun tipus de mitologia més variada i més complexa que les explicacions tradicionals. A més, aquesta mitologia hauria de ser molt evolucionada, tenint en compte el mestratge tècnic que van desbordar els primitius artistes, amb caràcter, no només religiós o màgic, sinó també com a reflex socioeconòmic de l'època. Finalment, pensa que l'artista primitiu no es preocupava únicament de satisfer les seves necessitats metafísiques, també va haver de sentir la necessitat de satisfer el seu gust pel bell o pel realista.

### La cova com a Santuari
Des que van sorgir les primeres interpretacions de l'Art prehistòric, especialment aquelles associades a una interpretació de les figures com a símbols de fertilitat, s'ha pensat que la mateixa caverna era, en si mateixa, una representació del femení: concretament estaria en relació amb la mare Terra, generadora i amb l'úter matern. És la investigadora francesa Anette Laming-Emperaire la que sistematitza aquesta idea. Per Laming-Emperaire tot l'art paleolític respon a un sistema simbòlic-metafísic de base sexual; d'altra banda, la distribució de les figures en la caverna no és aleatòria, sinó que respon a un pla estructurat en la ment de l'humà prehistòric, pla que reflectia la seva visió del món, la seva cosmogonia. D'aquesta manera, igual que les actuals esglésies, sinagogues o mesquites, la decoració i estructuració de les cavernes s'organitzava seguint un esquema més o menys còsmic. Les seves figures, signes i representacions, fins i tot la seva orografia seguia una jerarquia complexa, molt difícil d'esclarir, però en el qual la mateixa cova o els seus passadissos, nínxols i diverticles són el símbol de l'òrgan sexual femení.
Per Laming-Emperaire hi ha una sèrie de santuaris exteriors, associats a llocs d'habitació i altres interiors, més subterranis, que comencen on no arriba la llum de l'exterior, i que, evidentment, són de més difícil accés. Aquests santuaris interiors eren visitats rarament, per poques persones, però eren utilitzats al llarg de milers d'anys, per la qual cosa en ells són habituals les superposicions i els repintes. Des d'aquest punt de vista, en La Pasiega, les Galeries B i C serien santuaris exteriors, amb entrada directa des de fora (de fet, la «Galeria B» és la que va ser excavada i va oferir materials arqueològics solutrians i Magdalenià). En canvi, la «Galeria A» respon a la tipologia característica d'un santuari interior.

### L'estructuralisme de Leroi-Gourhan
A part del fet que André Leroi-Gourhan assumeix la idea de «Cova com a santuari», li dona, com molts altres, un caràcter simbòlic femení: la «Caverna Mare»; ell busca en totes elles una estructura repetida, una llei generalitzadora que apunta clarament a un punt de vista propi de les ciències dures i oposat al particularisme historicista.
S'han mostrat nombrosos exemples de com el paradigma de Leroi-Gourhan pot aplicar-se a aquesta cova. Fins i tot acceptant el fet que La Pasiega resulta fortament atípica en la proporció d'espècies animals, a causa de l'alt nombre de cérvols i cérvoles. Això podria induir a sospitar que La Pasiega és una cova atípica, com unes altres que el mateix autor reconeix, entre elles Covalanas (en la qual només hi ha un cavall i la presència del bòvid és discutida). No obstant això, atès que els estudis de l'autor sovint deixen de costat la quantitat per centrar-se en la qualitat, si tenim en compte la situació privilegiada de les estructures cavall-bòvid, la seva aparent cuidada factura i la seva repetició estratègica en totes les sales, malgrat la seva proporció inferior (el citat autor posa, com a argument, que en una església catòlica les figures més importants, Crist o la Verge, no són precisament les que es representen més vegades), La Pasiega respon a la teoria de l'investigador francès.
D'altra banda, no interpreta les figures com a representacions de la realitat física, ni les escenes com a episodis concrets, sinó com a símbols d'una realitat metafísica i intemporal, de manera que són les figures, en realitat, la qual cosa denomina «mitogramas». També insisteix que la combinació binària, la simbologia masculina o femenina del cavall i el bòvid és alguna cosa secundària enfront de la idea essència d'oposició de contraris, concretament de «meitats endógamas» de la mateixa societat. Aquesta oposició pot ser sexual o no. A més, l'associació binària només és la part bàsica d'una sèrie de fórmules generalment més complexes, sovint ternàries, en les quals el cèrvid podria complir un paper fonamental. De fet, Leroi-Gourhan va estudiar detingudament molts dels aspectes de la Pasiega, assumint-la com un excel·lent exemple del seu paradigma: entre altres consideracions, la posa com a exemple de cova amb tres santuaris en els quals es repeteix la mateixa fórmula general, encara que pugui variar la quantitat i la qualitat de les representacions, així com altres detalls. Aquesta repetició d'estructures només té parangó en Lascaux: Les Galeries B i C són considerades santuaris exteriors, ja que van haver de tenir un accés extern directe; la «Galeria A» seria el sancta sanctorum, un santuari interior de major potència metafísica. Però en les tres es troba, a l'entrada, un primer grup de grans signes femenins (en l'A, un maniforme i diversos tectifomes; en la B, un símbol en graella i, en la C, el denominat «Parany»), un segon grup de signes antagònics enfrontats (en gairebé tots els casos signes lineals i puntiformes contra ideomorfs tipus claviforme o tectiformes, excepte en la «Galeria B» en la qual apareix l'anomenada «Inscripció») i, al mig, les representacions faunístiques en les quals, el tema Cavall-Bòvid ocupa un lloc preeminent, encara que no sempre central.
Les crítiques més importants que es fan a aquesta teoria són, en general, l'excessiu recurs a la generalització, menysprear certes variables particulars de cada cova, com els colors, la cronologia, la consideració del santuari com un tot estàtic, deixar de costat el pes numèric de certes espècies (com en aquest cas, els cérvols) i pretendre aplicar una mateixa regla a tot l'art paleolític. Totes aquestes crítiques són clarament historicistes, encara que valuoses, i ningú ha sabut o ha pogut trobar una teoria general equiparable. Pel que fa a les reaccions contra el paradigma de Leroi-Gourhan es basen, més aviat, en particularismes i excepcions que invaliden la regla general. El prehistoriador espanyol Almagro Basch li va retreure personalment en una ocasió: «Vostè fa intervenir diferents tècniques en les seves associacions, diferents colors i diferents èpoques possibles...».

### Altres interpretacions
Seguint el fil de les reaccions a les teories exposades per Leroi-Gourhan, està la postura del professor Jordá, que es nega a admetre que una única resposta serveixi per solucionar els enigmes de 15.000 anys d'art. Aquest especialista posa especial atenció en l'ocupació de diferents colors o tècniques en les representacions (dada considerada aleatòria per Leroi-Gourhan, com es va assenyalar). Aquests elements semblen respondre a tradicions artístiques pròpies dins de determinats grups humans paleolítics. L'Art seria el reflex d'una religió zoolàtrica, lligada a una economia caçadora-recol·lectora i a una societat molt primitiva i, possiblement, endogàmica. L'Art inclouria elements màgics (referents a ritus) i elements religiosos (referents a mites) relacionats amb la fecunditat (vulves i fal·lus) amb el culte als avantpassats (antropomorfs), als arbres (ideomorfs ramiformes), etc. de vegades molt difícilment discernibles.
Encara que, les teories de Breuil i Leroi-Gourhan han estat criticades nombroses vegades, també és cert que són les més completes i globalitzadors, per la qual cosa s'han convertit en referències obligades, encara que només sigui per rebutjar-les. No obstant això, fins que no han començat a generalitzar-se els sistemes de datació absoluta (com el Carboni-14, la termoluminescència o l'anàlisi de pigments, entre altres) aplicats a les pintures rupestres, tot el que hi havia era mera especulació, més destructiva que constructiva. En aplicar-se aquestes tècniques, s'ha pogut demostrar que moltes de les classificacions basades en l'estil de les pintures eren equivocades, així va sorgir un moviment de rebot del concepte d'Estil i d'evolució proposat per Leroi-Gourhan anomenat Postestilisme. No obstant això, en la gran part de les ocasions, les anàlisis cronològiques s'han demostrat compatibles amb els Estils d'aquest investigador, encara que algunes vegades, anessin necessàries certes correccions i matisacions.
Un altre dels conceptes que han estat posats en un grilló és el de la cova com a santuari, ja que, d'una banda, s'han descobert diverses estacions rupestres paleolítiques a l'aire lliure desmenteixen la idea de la «caverna-mare» i, per una altra, les revisions i reconstruccions del possible estat original de les cavernes decorades, entre elles el cas de la Pasiega, han demostrat que de vegades no és possible separar santuari de zona d'habitació, perquè ocupen el mateix espai (est seria el cas de la «Galeria B»). Això implica replantejar-se el concepte de santuari paleolític tal com s'havia interpretat fins a la data.
El postestilisme, malgrat basar-se en nous procediments científics, ha suposat una tornada a l'historicisme, a la defensa de la diversitat explicativa enfront dels estudis globalitzadors i generalitzadors, com l'estructuralisme. Es rebutja, al mateix temps, la visió unificadora d'un fenomen tan complex i, també, que només es tinguin en compte punts de vista religiosos o màgics.
Potser una de les propostes més prometedores sigui la que veu en l'art paleolític un sistema d'expressió social que ajuda al grup a augmentar la seva cohesió interna i la seva integració amb l'entorn. Així, es proposa que els grafismes podrien ser propis de grups concrets i que diferents grups podrien usar diferents símbols. En el cas de la Pasiega, és molt eloqüent l'exemple dels tectiformes, que semblen formar una gran família endèmica de l'orient d'Astúries i l'occident de Cantàbria; i, fins a dins d'aquesta zona tan restringida, seria possible observar subtils diferències entre els tectiformes del vall del Sella, respecte als del vall del Besaya o fins i tot els de la Vall del Pas. En aquesta línia es proposaria que els signes podrien ser interpretats com a marcadors o distintius dels determinats grups que dominaven determinats territoris.